# معركة هردونيا الثانية
معركة هردونيا الثانية (بالإنكليزية: Battle of Herdonia) هي معركة وقعت في عام 210 ق.م ضمن الحرب البونيقية الثانية، كان قائد القرطاجيين فيها - والذي كان آنذاك يغزو روما منذ ثمانية سنوات - هو حنبعل وقد نجح بتطويق الجيش الروماني والقضاء عليه لأنه كان يهاجم حلفاؤه في بوليا. زادت الهزيمة الساحقة من العبء على روما وعلى الكوارث العسكرية السابقة لها (مثل معركة بحيرة تراسمانيا ومعركة كاناي) مزعزعةً بذلك علاقات روما مع حلفائها المنهكين في إيطاليا. خلال ثلاث سنوات استعادت روما معظم مناطقها ومدنها التي كانت قد خسرتها في بداية الحرب، دافعة بذلك أعداءها القرطاجيين إلى النهاية الجنوبية الغربية لشبه الجزيرة الإيطالية. كانت هذه المعركة هي آخر انتصار للقرطاجيين في الحرب، وكل المعارك بعدها كانت إما صدامات غير محسومة النتائج أو انتصارات لروما.

## الجدل بين المؤرخين
هناك جدل بين المؤرخين الحديثين نشأ من قصة تيتوس ليفيوس - المصدر الرئيسي لهذه المعركة - الذي تحدث عن معركتين قد دارتا في هذه المنطقة (هردونيا)، وحسب ما قاله فقد حدثت المعركتان على التوالي في عامي 212 و210 ق.م، بقيادة حنبعل للقرطاجيين وقائدين رومانيّين بأسماء متشابهة («غنايوس فلافيوس فلاكّوس» و«غنايوس فلافيوس سِنتومالوس»). ولكن حسب روايات أخرى، كانت هناك في الحقيقة معركة واحدة فقط، لكن لا يوجد قبول عام لهذه الروايات.

## التطورات في جنوب إيطاليا حتى 210 ق.م
خلال حملته في إيطاليا التي بدأت عام 217 ق.م هزم حنبعل قوات الرومان وأباد معظم الجيش الذي كان يقاتله في معركة كاناي عام 216 ق.م. وقرر بعد هذا النصر التحالف مع قبائل جديدة في كامبانيا وسامنيوم وبوليا ولوكانيا وقلورية وماغنا غرايسا، والتي ثارت ضد الرومان مُغرَيَة بوعود حنبعل بالحرية. وإحدى هؤلاء الحلفاء كان مدينة هردونيا في شمال بوليا. وقد كانت هردونيا موقعاً لمعركة أخرى تسمى معركة هردونيا الأولى (بالرغم من أن بعض المؤرخين يعتقدون أنها معركة واحدة، انظر أعلاه). وقد انتهت هذه المعركة بإبادة شبه كاملة للقبائل التي كانت تدعم الرومان.

## المعركة
استمر تقدم الرومان في جنوب إيطاليا في عام 210 ق.م. كان هناك جيشان يواجهان حنبعل في بوليا، واحد بقيادة القنصل ماركوس كلاوديوس مارسيليوس والآخر بقيادة البروقنصل «غنايوس فلافيوس سِنتومالوس». كان مجموع جنودهما هو أربعة فيالق رومانية بالإضافة إلى عدد مماثل من حلفائهم من المحتمل أن يأتي. وبما أنهما كانا قريبين من بعضهما فلم يجرؤ حنبعل على قتالهم. وهذا دعى مارسيلوس إلى الاستيلاء على مدينة سالابيا.
اضطر حنبعل للانسحاب بعد هذا، وقد انتشرت إشاعة أنه تراجع بعيداً إلى قلورية. وطبقاً لهذا تحرك مارسيلوس إلى سامنيوم. في هذه الأثناء عاد حنبعل إلى شمال بوليا، وقد نجح في القبض على حامية سنتومالوس في الأثناء التي كان يحاصر فيها هردونيا. وبالرغم من التفوق العددي للقرطاجيين إلى أن سنتومالوس لم ينسحب. وقد رتب جيشه والحتم مع المشاة القرطاجيين. انتظر حنبعل حتى أصبح الرومان وحلفاؤهم مشغولين تماماً بالقتال ثم أرسل سلاح الفرسان النوميدي لكي يُكمل تطويقهم من كافة الجهات. وقد هاجم جزء من النوميديين معسكر الرومان والذي كان ضعيف الحماية. وقد كانت النتيجة هي إبادة معظم الجيش، وهرب بعض الجنود إلى مارسيلوس في سامنيوم.